# Enzo Bianco

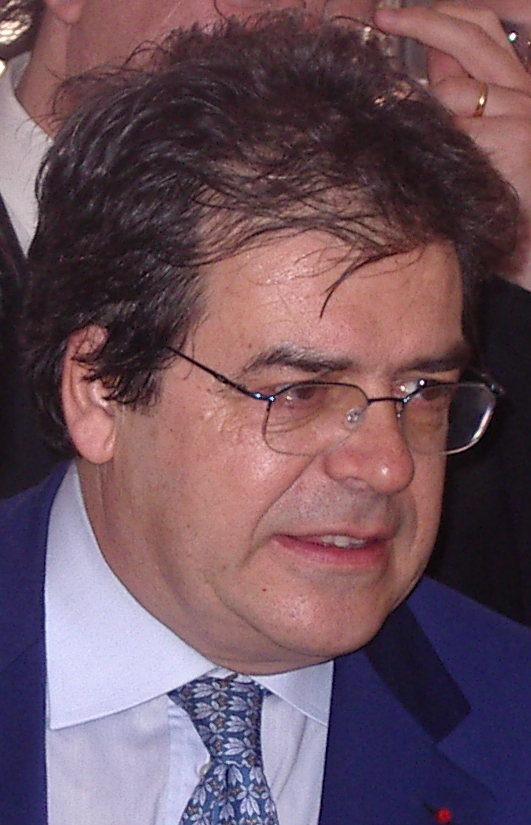
Enzo Bianco (ca. 2007)

Enzo Bianco (* 24. Februar 1951 in Aidone, Provinz Enna) ist ein italienischer Politiker. Er gehörte nacheinander der Partito Repubblicano Italiano (PRI), der Partei La Margherita sowie seit deren Gründung 2007 der Partito Democratico (PD) an. Er war während drei Amtszeiten Bürgermeister von Catania: 1988–89, 1993–2000 und 2013–2018. Von 1999 bis 2001 war er Innenminister Italiens. Zudem gehörte er 1992–93 und 2001–06 der italienischen Abgeordnetenkammer sowie 2006–13 dem Senat an.

## Ausbildung und Beruf
Nach dem Schulbesuch studierte Bianco Rechtswissenschaft und war nach dem Abschluss (Laurea) des Studiums 1975 als Rechtsanwalt in Catania und dann von 1976 bis 1982 als Unternehmensberater und Finanzexperte beim Consorzio di Credito per le Opere Pubbliche (CREDIOP), einer öffentlichen Kreditanstalt, tätig. Zwischen 1983 und 1988 war er Repräsentant eines Ingenieurbüros, das in Amerika, Asien und Afrika tätig war. Später war er erneut mehrere Jahre als Rechtsanwalt und Unternehmensberater tätig.

## Politische Karriere

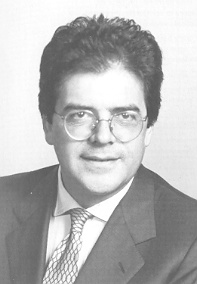
Bianco als Abgeordneter (1992)

### Beginn und erste Amtszeit als Bürgermeister (1988–89)
Bianco war von 1976 bis 1979 Mitglied des Vorstandes der Jugendorganisation der linksliberalen PRI (Federazione Nazionale dei Giovani Repubblicani) sowie von 1980 bis 1984 außenpolitischer Sprecher der PRI.
1988 wurde er Mitglied des Stadtrates von Catania. Von Juli 1988 bis November 1989 amtierte er als Bürgermeister der sizilianischen Provinzhauptstadt, der damals noch indirekt vom Stadtrat gewählt wurde. 1991 wurde Bianco zum Mitglied der Regionalversammlung von Sizilien (Assemblea regionale siciliana) gewählt.
Im April 1992 wurde er als Kandidat der PRI erstmals zum Mitglied der Camera dei deputati (Abgeordnetenkammer) gewählt. Dort vertrat er bis zum 14. September 1993 den Wahlkreis Catania und gehörte dem Ausschuss für Verfassungsfragen an. Ein besonderes Anliegen war ihm die Änderung der italienischen Kommunalverfassung und die Einführung der Direktwahl des Stadtoberhaupts.

### Zweite Amtszeit als Bürgermeister (1993–2000)
Nachdem diese umgesetzt worden war, wurde Bianco im Juni 1993 erneut zum Bürgermeister von Catania gewählt. Er wurde vom Patto per Catania unterstützt, dem lokalen Ableger der christlich-liberalen Reformpartei Patto Segni. Im ersten Wahlgang erhielt er 40,4 % der Stimmen und setzte sich in der Stichwahl mit 52,2 % gegen Claudio Fava von La Rete durch. Die PRI verschwand nach dem Tangentopoli-Skandal in der Bedeutungslosigkeit und Bianco wechselte 1994 zur kleinen sozialliberalen Alleanza Democratica (AD), die wiederum 1996 in der Unione Democratica (UD) aufging.
Bei der Kommunalwahl 1997 wurde Bianco bereits im ersten Wahlgang mit 63,2 % wiedergewählt. Diesmal genoss er die Unterstützung eines breiten Mitte-links-Bündnisses. Wie seine Amtskollegen in Rom und Venedig, Francesco Rutelli und Massimo Cacciari, gehörte Bianco dem Netzwerk Centocittà („hundert Städte“) von Bürgermeistern an, die Romano Prodis Mitte-links-Bündnis L’Ulivo („Der Olivenbaum“) unterstützten. Centocittà ging 1999 in der von Prodi initiierten, sozialliberalen Partei I Democratici auf. Im Januar 2000 legte Bianco sein Bürgermeisteramt nieder.

### Innenminister und Abgeordneter (1999–2006)
Am 22. Dezember 1999 wurde Bianco zum Innenminister in der Regierung des Ministerpräsidenten Massimo D’Alema ernannt und bekleidete dieses Amt auch in der darauf folgenden Regierung von Giuliano Amato bis zum 10. Juni 2001. In dieser Funktion vermutete er 2000, dass die rechtsextremistische Organisation Forza Nuova die Irriducibili Lazio, eine der größten italienischen Ultrà-Gruppierungen, kontrolliert.
Im Mai 2001 wurde er als Kandidat der Liste La Margherita, zu der auch I Democratici gehörten, wiederum in die Abgeordnetenkammer gewählt und vertrat dort bis April 2006 den Wahlkreis XXV (Sizilien 2). Während dieser Zeit war er von August 2001 bis April 2006 Vorsitzender des Parlamentsausschusses für die Nachrichten- und Sicherheitsdienste sowie Staatsgeheimnisse. Anfang 2004 berichtete er, dass bereits 1997, 2000 und 2001 islamistische Gruppen ausgehoben worden seien, die in Verbindung mit islamischen Terroristen gestanden hätten. Seit den Madrider Zuganschlägen vom März 2004 und der Ermordung von zwei italienischen Geiseln im Irak im September 2004 war ein wachsendes Misstrauen der Bevölkerung gegen die muslimische Minderheit spürbar. Bei der Kommunalwahl 2005 kandidierte Bianco wieder für das Bürgermeisteramt in Catania, unterlag jedoch mit 45,7 % dem Amtsinhaber Umberto Scapagnini von Forza Italia.

### Senator (2006–13)
Bianco wurde am 9. April 2006 für das Mitte-links-Wahlbündnis L’Ulivo, zu dem auch La Margherita gehörte, zum Mitglied in den Senato della Repubblica (Senat) gewählt. Dort war er von 2006 bis 2008 Vorsitzender des Ausschusses für Verfassungsfragen. Die Parteien des L’Ulivo-Bündnisses fusionierten 2007 zur Partito Democratico, der auch Bianco seither angehört. Nach seiner Wiederwahl als Senator 2008 war er weiterhin Mitglied des Verfassungsausschusses, zudem italienischer Delegierter in der Parlamentarischen Versammlung der NATO sowie von 2010 bis 2013 Mitglied des parlamentarischen Ausschusses für die Umsetzung des steuerlichen Föderalismus.

### Dritte Amtszeit als Bürgermeister (2013–18)
Bei der Kommunalwahl 2013 bewarb sich Bianco erneut als Kandidat des Mitte-links-Lagers für das Amt des Bürgermeisters von Catania und gewann mit 50,6 % der Stimmen im ersten Wahlgang. Nach der Umwandlung der Provinz Catania in eine Metropolitanstadt durch die Verwaltungsreform 2016 wurde Bianco automatisch auch deren Bürgermeister. 2018 misslang ihm jedoch die Wiederwahl: er erhielt nur noch 26,4 %, während sich Salvo Pogliese von der Forza Italia mit 52,3 % durchsetzte.